# Yoshiaki Ōta
Yoshiaki Ōta (jap. 太田 吉彰 Ōta Yoshiaki; * 11. Juni 1983 in Shizuoka) ist ein ehemaliger japanischer Fußballspieler.

## Karriere

### Verein
Ōta erlernte das Fußballspielen in der Jugendmannschaft von Júbilo Iwata. Hier unterschrieb er 2002 auch seinen ersten Profivertrag. Bei dem Erstligisten aus Iwata stand er bis 30. Juni 2009 unter Vertrag. Den Rest des Jahres war er vertrags- und vereinslos. Am 1. Januar 2010 verpflichtete ihn der ebenfalls in der ersten Liga spielende Vegalta Sendai. Für den Verein aus Sendai stand er 153-mal in der ersten Liga auf dem Spielfeld. Im Januar 2015 kehrte er zu seinem ehemaligen Verein Júbilo Iwata zurück.
Am 1. Februar 2019 beendete er seine Karriere als Fußballspieler.

### Nationalmannschaft
Ōta wurde 2007 in den Kader der japanischen Fußballnationalmannschaft berufen und kam bei der Asienmeisterschaft 2007 zum Einsatz.

## Erfolge
Júbilo Iwata
- J1 League: 2002
- Kaiserpokal: 2003